# Aminata Sininta
Aminata Sininta (23 de dezembro de 1985) é uma basquetebolista malinesa.

## Carreira
Aminata Sininta integrou a Seleção Malinesa de Basquetebol Feminino em Pequim 2008, terminando na décima-segunda posição.